# Тик, Робин
Робин Чарльз Тик (англ. Robin Charles Thicke, р. 10 марта 1977 года, Лос-Анджелес) — американский R&B-певец и автор песен, музыкант, композитор и актёр.

## Биография

### Ранние годы
Родился 10 марта 1977 года в Лос-Анджелесе. Мать, Глория Лоринг — актриса и певица, более известная по фильму «Дни нашей жизни». Отец, Алан Тик — канадский актёр. Родители развелись, когда Робину было 7 лет. Старший брат Бреннан был актёром озвучивания в середине 1980-х годов. Имеет двойное гражданство, получив право на гражданство Канады благодаря своему отцу.

### Карьера
Первоначально написал несколько песен для групп «Brownstone» и «Sexual Attention».
Его альбомы, первоначально выпускавшиеся под именем Тик, содержат преимущественно R&B-музыку. Тик является автором песен для многих знаменитостей, в том числе для Майкла Джексона, Дженнифер Хадсон, Ашера, Мэри Джей Блайдж и Рэйвен-Симоне. Тик также известен своим значительным участием в подготовке альбомов Confessions и Tha Carter III.
Также Робин Тик является певцом, наставником певцов и судьёй на шоу Duets телеканала ABC.
В июне 2013 года сингл Blurred Lines (с участием Фаррелла Уильямса и рэпера T.I.) стал международным хитом № 1, возглавив многие чарты мира, включая американский (Billboard Hot 100), британский (UK Singles Chart) и другие (Австралия, Германия, Канада, Франция).
11 марта 2015 года суд присяжных в США постановил, что авторы песни «Blurred Lines» скопировали композицию американского соул-певца Марвина Гэя. Эксперты пришли к выводу, что некоторые инструментальные партии «Blurred Lines» почти полностью повторяют партии песни «Got To Give It Up». Семье покойного Марвина Гэя присудили 7,3 млн долларов в качестве компенсации.

## Личная жизнь
Был женат на актрисе Поле Пэттон с 2005 года, с которой у него были отношения с 16 лет. 6 апреля 2010 года у них родился сын Джулиан Фуэго Тик. В 2014 году пара рассталась.
C начала 2015 года Робин состоит в отношениях с Эйприл Лав Гири. В августе того же года стало известно, что он сделал ей предложение. У пары трое детей — Мия Лав Тик (22 февраля 2018), Лола Элэйн Тик (26 февраля 2019) и Лука Патрик Тик (11 декабря 2020).

## Дискография
- A Beautiful World (2003)
- The Evolution of Robin Thicke (2006)
- Something Else (2008)
- Sex Therapy (2009)
- Love After War (2011)
- Blurred Lines (2013)
- Paula (2014)
- On Earth, and in Heaven (2021)